# Anarquismo egoísta
Anarquismo egoísta ou anarcoegoísmo, muitas vezes abreviado como simplesmente egoísmo, é uma escola de pensamento anarquista que se originou na filosofia de Max Stirner, um filósofo existencialista do século XIX "cujo nome aparece com regularidade familiar em pesquisas historicamente orientadas do pensamento anarquista como um só dos primeiros e mais conhecidos expoentes do anarquismo individualista".

## Max Stirner e sua filosofia

### Max Stirner
Johann Kaspar Schmidt (25 de outubro de 1806 - 26 de junho de 1856), mais conhecido como Max Stirner (o nom de pluma que ele adotou de um apelido de pátio de escola que adquiriu quando criança por causa de sua testa alta, que em alemão é denominado Stirn), foi um filósofo alemão, que figura como um dos precursores literários do niilismo, existencialismo, pós-modernismo e anarquismo, especialmente do anarquismo individualista. A obra principal de Stirner é O único e a sua propriedade. Este trabalho foi publicado pela primeira vez em 1844 em Leipzig e, desde então, apareceu em várias edições e traduções.

### Filosofia egoísta de Stirner

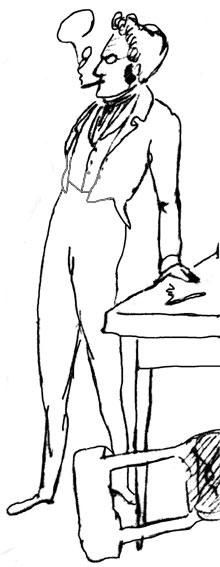
Retrato de Max Stirner por Friedrich Engels

A filosofia de Stirner é geralmente chamada de "egoísmo". Ele diz que o egoísta rejeita a busca da devoção a “uma grande ideia, uma boa causa, uma doutrina, um sistema, uma vocação elevada”, dizendo que o egoísta não tem uma vocação política, mas sim “vive” sem levar em conta “quão bem ou mal a humanidade pode se sair assim”. Stirner sustentou que a única limitação dos direitos do indivíduo é o poder de obter o que deseja. Ele propõe que as instituições sociais mais comumente aceitas - incluindo a noção de Estado, propriedade como um direito, direitos naturais em geral e a própria noção de sociedade - eram meros "fantasmas" na mente. Stirner queria “abolir não só o Estado, mas também a sociedade como instituição responsável por seus membros”.
A ideia de Max Stirner da União de egoístas (em alemão:  Verein von Egoisten), foi exposta pela primeira vez em O único e a sua propriedade. A União é entendida como uma associação não-sistemática, proposta por Stirner em contraposição ao Estado. A União é entendida como uma relação entre egoístas que é continuamente renovada pelo apoio de todas as partes através de um ato de vontade. A União exige que todas as partes participem por um egoísmo consciente. Se uma das partes silenciosamente se descobre que está sofrendo, mas se levanta e mantém a aparência, a união degenerou em outra coisa.  Essa união não é vista como uma autoridade acima da vontade de uma pessoa. Essa ideia recebeu interpretações para a política, economia, romance e sexo.

## Influência e expansão

### Desenvolvimento inicial

#### Europa

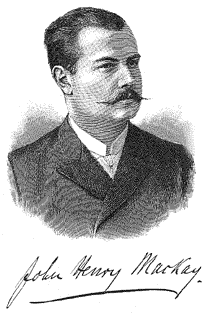
John Henry Mackay, primeiro propagandista anarquista alemão escocês da filosofia de Stirner

O escritor alemão nascido na Escócia, John Henry Mackay, descobriu Stirner enquanto lia uma cópia da História do materialismo e crítica de sua importância atual, de Friedrich Albert Lange. Mackay mais tarde procurou por uma cópia de O único e a sua propriedade e depois de ficar fascinado com ele escreveu uma biografia de Stirner (Max Stirner - sein Leben und sein Werk), publicada em alemão em 1898. A propaganda de Mackay sobre o egoísmo agirista e os direitos dos homossexuais e bissexuais masculinos influenciou Adolf Brand, que em 1896 publicou a primeira publicação homossexual em andamento no mundo, Der Eigene. O nome dessa publicação foi tirado de Stirner - que influenciou muito o jovem Brand - e se refere ao conceito de Stirner de “autopropriedade“ do indivíduo. Der Eigene se concentrou em material cultural e acadêmico e pode ter alcançado em média cerca de 1.500 assinantes por edição durante sua vida. Benjamin Tucker acompanhou este jornal dos Estados Unidos.
Outra publicação anarquista alemã posterior influenciada profundamente por Stirner foi Der Einzige que apareceu em 1919 como um semanário, depois esporadicamente até 1925 e era editada pelos primos Anselm Ruest (pseudônimo de Ernst Samuel) e Mynona (pseudônimo de Salomo Friedlaender). Seu título foi adotado do livro O único e a sua propriedade de Max Stirner. Outra influência foi o pensamento do filósofo alemão Friedrich Nietzsche. A publicação esteve ligada à corrente artística expressionista local e à passagem desta para o dadaísmo.
O egoísmo de Stirner se tornou uma influência principal no anarquismo individualista europeu, incluindo seus principais proponentes no início do século XX, como Émile Armand, Han Ryner e Gérard de Lacaze-Duthiers na França, Renzo Novatore na Itália, Miguel Giménez Igualada na Espanha e na Rússia Lev Chernyi.